# Летинги
Летинги (лат. Lethinges, итал. Letingi, англ. Lethings) — династия королей лангобардов, представители которой правили с первой половины V века по приблизительно 546 год.
При Летингах лангобарды мигрировали из района среднего течения реки Эльбы в Паннонию. Основателем династии был король Лет, последним королём — Вальтари. Наиболее видный представитель — король Вахо, при котором лангобарды стали одной из ведущих сил в придунайском регионе.
Сведения о королях лангобардов из династии Летингов содержатся в сочинении VII века «Происхождение народа лангобардов», в трудах Павла Диакона «История лангобардов» (книги I и II) и Прокопия Кесарийского «Война с готами» (книги III и IV).
Следующей известной королевской династией лангобардов были Гаузы.
 Родословие Летингов
I. Лет (первая половина — середина V века) — король лангобардов
II. Альдихок (вторая половина V века) — король лангобардов
III. Годехок (конец V века) — король лангобардов
IV. Клаффо (конец V века) — король лангобардов
V. Тато (убит около 511) — король лангобардов
VI. Рисиульф
VII. Хильдигис (убит в первой половине 550-х годов)
VII. сын (умер после 511)
VI. Руметруда (упоминается около 508)
V. Унихис
VI. Вахо (умер ок. 540) — король лангобардов (ок. 511 — ок. 540). Браки: 1. Раникунда, дочь короля тюрингов Бизина; 2. Аустригуза (Острогота), дочь короля гепидов Гелемунда; 3. Салинга (Силинга), дочь короля герулов Родульфа
VII. Визигарда (умерла в 541/542). Брак: с 540 года — король Австразии Теодеберт I (умер в 547)
VII. Вульдетрада (Вальдрада). Браки: 1. с 554 года — король Австразии Теодебальд (умер в 555); 2. в 555 году — король франков Хлотарь I (умер в 561); 3. после 555 года — герцог Баварии Гарибальд I (умер в 591)
VII. Вальтари (умер в 546) — король лангобардов (ок. 540—546)